# Napolitudine
(Stigmatizzazione della napolitudine)

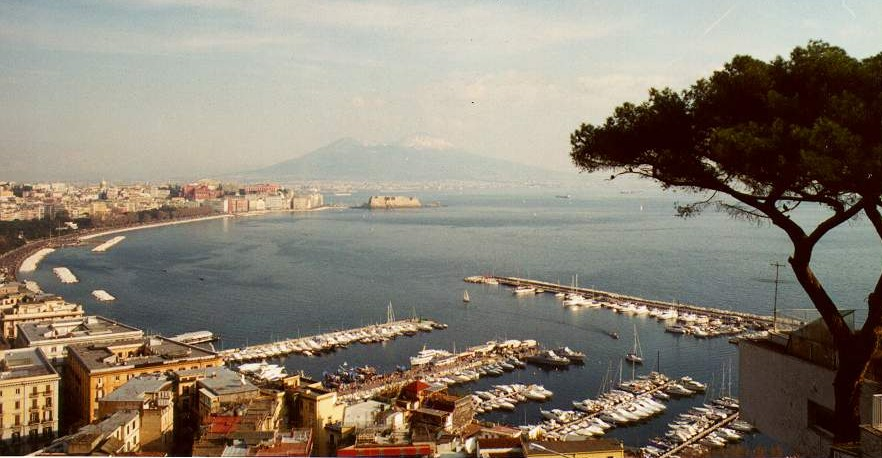
Napoli adagiata sul golfo omonimo. In primo piano il pino di Napoli

Con il termine napolitudine si suole indicare una sensazione di malinconia descritta dai turisti e dagli stessi napoletani nel momento in cui si allontanano dal golfo di Napoli e dalla stessa città, tradizionalmente stigmatizzata dalla frase "Vedi Napoli e poi muori". Viene più volte descritta da poeti e scrittori, nonché rappresentata in film e cantata in canzoni classiche napoletane (tra cui la nota Munasterio 'e Santa Chiara), italiane e americane; ne parlano, tra gli altri, gli scrittori Erri De Luca e Luciano De Crescenzo nel celebre film "FF.SS.". In napoletano è detta anche smania 'e turnà ("smania di tornare").

## Descrizione
La napolitudine viene evocata anche in un poema napoletano, Munasterio 'e Santa Chiara:
Il termine è spesso confuso con napoletanità ma ha significato completamente differente. Lo stesso accade con napoletanismo, che descrive invece una tipica inflessione dialettale o l'attaccamento alla cultura e alle tradizioni tipiche di Napoli.
A Gilda Mignonette è legato un modo di dire napoletano che ha fatto il giro del mondo e cioè: "vedi Napoli e poi muori".

## Interpretazioni sociologiche
Lo scrittore e giornalista Ruggero Guarini distingue due napolitudini: quella piccolo-borghese, patetica, moralistica, servile e afflittuosa, da quella più vera, tragica e festevole, signorilmente plebea, dionisiaca e ironica. Da una parte Napoli milionaria o Filumena Marturano di Eduardo De Filippo, dall'altra La Gatta Cenerentola di Roberto De Simone.
In questa accezione la napolitudine è un'espressione della vivacità e ingegnosità popolare, dell'arte di sopravvivere frutto del millennio di ininterrotto feudalesimo che ha segnato il carattere di Napoli.

## LaNapolitudinenell'arte
- Napolitudine, musical di Enzo Avolio.
- Napolitudine, mostra dell'artista Renato Laneri.
- Napolitudine, canzone di Federico Salvatore.
- Vedi Napoli e poi muori, film del 1924 di Eugenio Perego.